# Франц Шварц
Франц Шварц (нім. Franz Schwarz; 17 травня 1898, Мюнхен — 4 жовтня 1960, Мюнхен) — німецький офіцер, бригадефюрер СС.

## Біографія
Син оберстгруппенфюрера СС Франца Ксавера Шварца і його дружини Берти, уродженої Брегер. 1 листопада 1933 року вступив у НСДАП (партійний квиток №650 364), 20 травня 1933 року — в СС (офіційно — 30 січня 1933 року; посвідчення №34 933). Спочатку працював у Головному управлінні СС, потім — в штабі оберабшніту СС «Південь» (Мюнхен) під керівництвом Фрідріха Карла фон Еберштайна.

## Звання
- Штурмфюрер СС (20 травня 1933)
- Оберштурмфюрер СС (9 листопада 1933)
- Гауптштурмфюрер СС (9 вересня 1934)
- Штурмбаннфюрер СС (15 вересня 1935)
- Оберштурмбаннфюрер СС (13 вересня 1936)
- Штандартенфюрер СС (20 квітня 1938)
- Оберфюрер СС (30 січня 1942)
- Бригадефюрер СС (30 січня 1944)

## Нагороди
- Почесний кут старих бійців
- Йольський свічник (16 грудня 1935)
- Кільце «Мертва голова» (1 грудня 1937)
- Почесна шпага рейхсфюрера СС (1 грудня 1938)
- Медаль «За вислугу років у НСДАП» в бронзі (10 років)
- Хрест Воєнних заслуг 2-го і 1-го (1 вересня 1943) класу